# Ramón Lascano
Ramón Lascano (La Plata, 2 de marzo de 1901 - ídem, 25 de enero de 1989) fue un político, abogado y procurador general de la Nación de Argentina. Sus padres fueron Adolfo E. Lascano y Clara García Vieyra, quienes se radicaron en La Plata al poco tiempo de su fundación, y tenía cuatro hermanos, todos ellos abogados.

## Carrera política y judicial
Se recibió de abogado en la Universidad Nacional de La Plata, ocupó cargos en el Colegio de Abogados de La Plata y durante la gobernación de Valentín Vergara estuvo a cargo de la Inspección de Justicia provincial.
Con David Lascano colaboró en la redacción de un proyecto de reformas al código de procedimientos civil y comercial. Militó en la Unión Cívica Radical y fue elegido convencional en 1949. Al escindirse el partido en 1956 optó por la Unión Cívica Radical Intransigente que conducía Arturo Frondizi y fue convencional por este partido en la Convención constituyente de 1957. El presidente Frondizi lo nombró procurador general de la Nación por Decreto Nº 53 del 9 de mayo de 1958 y juró el día 12 con los jueces que pasaron a integrar la Corte. Sus dictámenes eran elaborados y equilibrados. Cesó en el cargo por decreto del gobierno militar de junio de 1966, se jubiló y se entusiasmó con la actividad literaria, dejando relatos de ficción y recuerdos autobiográficos.
Falleció en La Plata el 25 de enero de 1989. 